# Чернушка дамасская
Черну́шка дама́сская, или Деви́ца в зе́лени (лат. Nigélla damáscena) — однолетнее травянистое растение; вид рода Чернушка семейства Лютиковые (Ranunculaceae). Культивируется по всему свету как специя. В декоративном садоводстве известна под обиходным названием нигелла, образованного от латинского названия рода. Как садовое растение упоминается в первой половине XVI века.

## Ботаническое описание

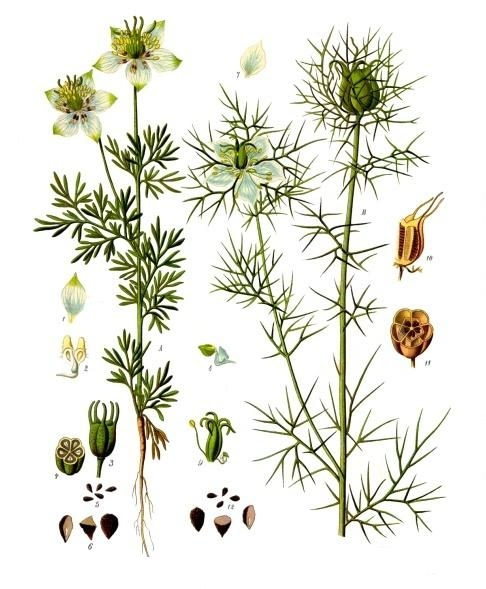
Чернушка посевная (слева) и Чернушка дамасская (справа).

Однолетнее травянистое растение высотой 30—50 см.
Стебель прямой, гранистый, иногда слегка фиолетовый, голый.
Листья жёсткие, дважды-трижды перисто-рассечённые, на узкие линейно-щетинистые дольки.
Цветки одиночные или в цимозных соцветиях, гемициклические, актиноморфные, с двойным околоцветником и покрывалом, образованным из пяти длинных, перисторассечённых на щетиновидные сегменты верхних листьев.

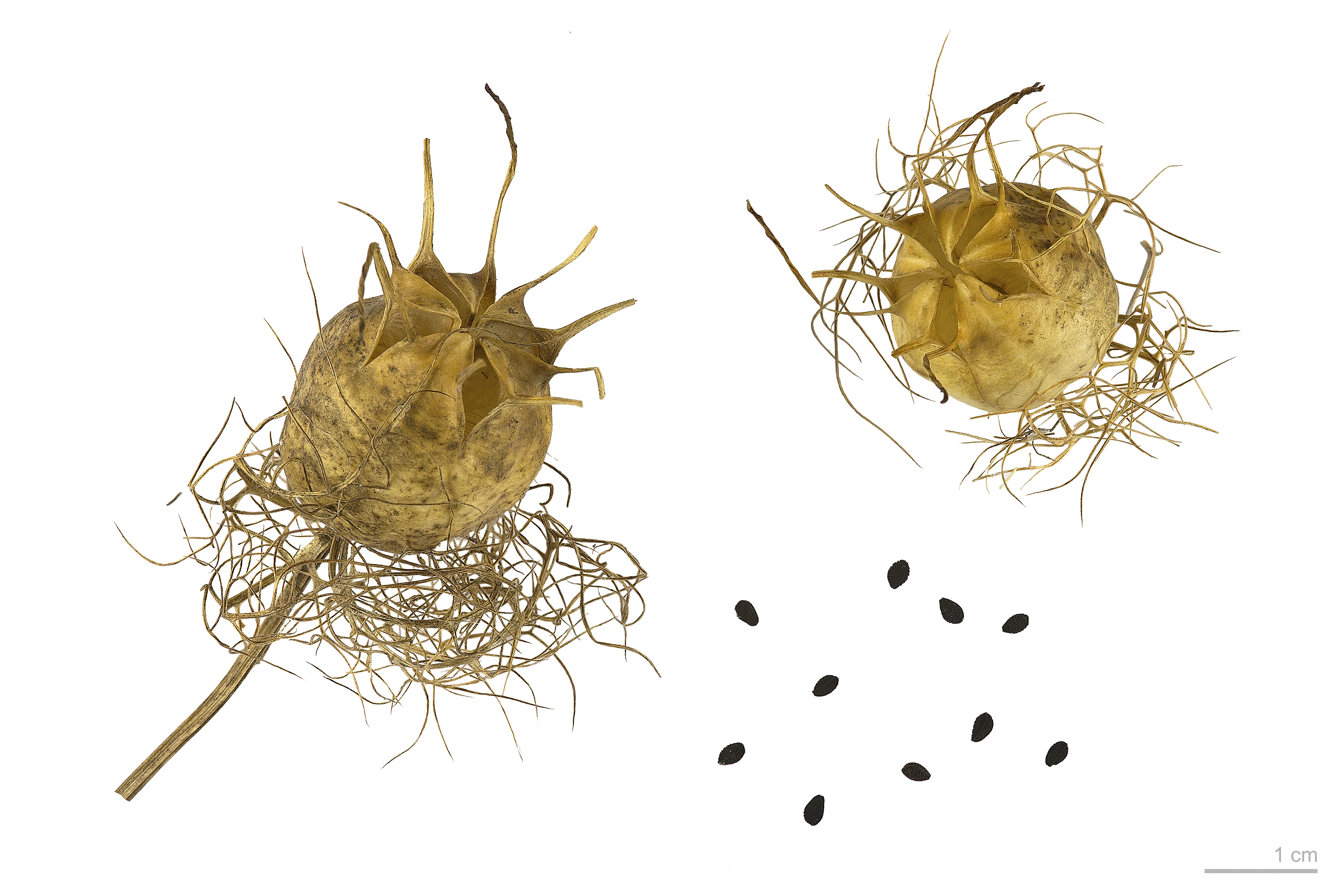
Плоды и семена

Чашечка из пяти лепестковидных, светло-синих, яйцевидно-продолговатых, суженных к основанию, заострённых чашелистиков. Венчик из пяти—восьми двугубых лепестков-нектарников с длинным ноготком, намного короче чашелистиков. Верхняя губа короткая, в очертании яйцевидная, с выямчатой верхушкой; нижняя — более чем в два раза длиннее верхней, яйцевидная, двураздельная, с долями, отогнутыми книзу и с волосистым бугорком в месте перегиба. Тычинки многочисленные, длиннее лепестков, но короче чашелистиков, с продолговатыми пыльниками, наверху тупые. Гинецей гемисинкарпный, из трёх или пяти плодолистиков, сросшихся почти на всю длину вздутых завязей, с длинными отогнутыми стилодиями. Формула цветка: {\displaystyle \ast K_{5}\;C_{5-8}\;A_{\infty }\;G_{2-10}}.
Плод — гемисинкарпная трёх- или пятилистовка 1—1,5 см длиной, с остающимися листьями покрывала, гладкая, вздутая, с длинными стилодиями, вскрывающаяся наверху по брюшным швам и средним жилкам.
Семена многочисленные, трёхгранные, чёрные, поперёк морщинистые.
Цветёт в мае — августе. Плоды созревают в августе.

## Распространение и экология
Встречается в Северной Африке (Алжир, Тунис, Ливия, Марокко), в Западной Азии, в Крыму, на Кавказе, в Южной и Юго-Восточной Европе.
Растёт по степным сухим склонам, на сорных местах. Иногда разводится в садах и дичает, что наблюдается, в частности, в Крыму, где является редким для спонтанной флоры Крыма адвентивным растением, дичающим из культуры.

## Хозяйственное значение и использование

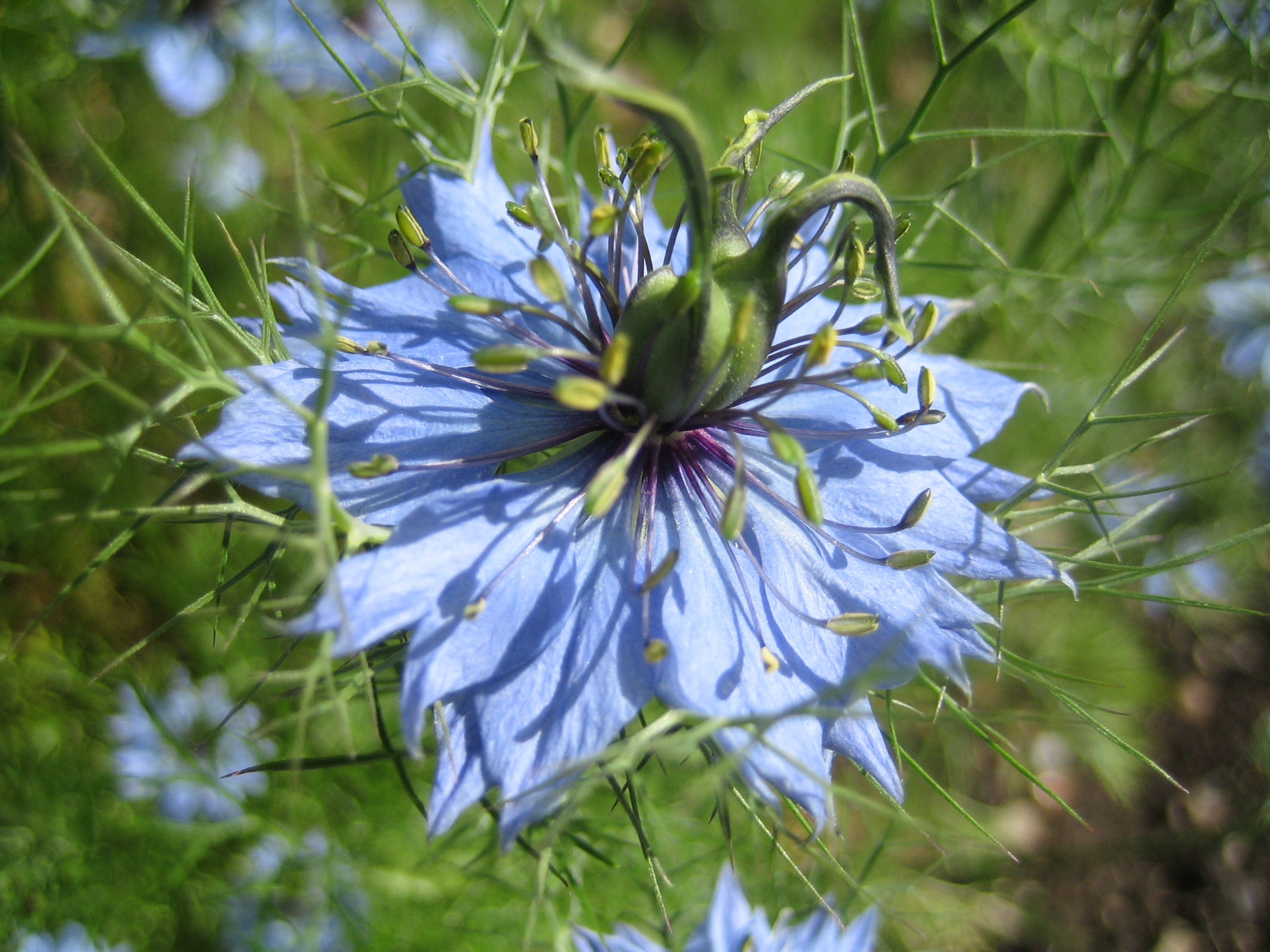
Цветок

### Декоративное растение
Является наиболее декоративной среди чернушек, широко культивируется как декоративное растение, которое часто используют для украшения бордюров, клумб, рабаток, мавританских газонов.
Принято считать, что в качестве декоративного растения чернушка дамасская появилась в фермерских садах Центральной Европы только в начале Нового времени. Во второй половине XVI века это растение, весьма неприхотливое, было широко распространено в немецких садах. Уже в конце XVI века появилась форма с махровыми цветками, а в последующие десятилетия появились сорта с белыми или розовыми цветками. Однако наиболее распространенной оставалась форма с синими цветками, и Иоганн Христиан Готтлоб Баумгартен в своей книге «Flora Lipsiensis» писал, что она произрастает повсеместно в огородах. Однако особенно часто его выращивают в садах жителей пригородов и сельской местности. С появлением более красочных и привлекательных летних цветов чернушка стала постепенно выходить из моды. В 1900 году Карл Август Болле описал этот цветок как старомодный.
Цветы также выращивают на срезку для флористики. Созревшие семенные коробочки используют как сухоцветы.

### Эфироносное растение
Химический состав близок составу чернушки полевой, в семенах обнаружено до 30—40 % жирного масла и около 0,3 % алкалоида дамасценина. Растение целиком содержит эфирное масло, которое может быть использовано в парфюмерии.
Использование аналогично чернушке посевной.
В листьях чернушки дамасской находят до 430 мг% витамина C.

## Классификация

### Таксономия
Nigella damascena L., 1753, Sp. Pl. : 584
Вид Чернушка дамасская относится к роду Чернушка (Nigella) семействa Лютиковые (Ranunculaceae) порядка Лютикоцветные (Лютикоцветные). Таксономическая схема в соответствии с Системой APG IV по состоянию на июнь 2024 года:
|  |                                      |  |                                   |                                   |                     |  | ещё 6 семейств | ещё 6 семейств |                        |  |  |  | еще 25 подтвержденных видов и 10 видов, ожидающих подтверждения |
|  |                                      |  |                                   |                                   |                     |  | ещё 6 семейств | ещё 6 семейств |                        |  |  |  | еще 25 подтвержденных видов и 10 видов, ожидающих подтверждения |
|  |                                      |  |                                   | порядок Лютикоцветные             |                     |  |                |                | род Чернушка           |  |  |  |                                                                 |
|  |                                      |  |                                   | порядок Лютикоцветные             |                     |  |                |                | род Чернушка           |  |  |  |                                                                 |
|  | отдел Цветковые, или Покрытосеменные |  |                                   |                                   | семейство Лютиковые |  |                |                | вид Чернушка дамасская |  |  |  |                                                                 |
|  | отдел Цветковые, или Покрытосеменные |  |                                   |                                   | семейство Лютиковые |  |                |                |                        |  |  |  |                                                                 |
|  |                                      |  | ещё 63 порядка цветковых растений | ещё 63 порядка цветковых растений |                     |  |                | ещё 53 рода    | ещё 53 рода            |  |  |  |                                                                 |
|  |                                      |  |                                   | ещё 63 порядка цветковых растений |                     |  |                |                | ещё 53 рода            |  |  |  |                                                                 |

### Синонимы
- Erobathos coarctatum Spach
- Erobathos damascenum Spach
- Melanthium damascenum Medik.
- Nigella bithynica Azn.
- Nigella bourgaei Jord.
- Nigella coarctata C.C.Gmel.
- Nigella coerulea Lam.
- Nigella elegans Salisb.
- Nigella involucrata Moench
- Nigella multifida Gaterau
- Nigella nana J.W.Loudon
- Nigella pygmaea DC.
- Nigella taurica Steven